# Morita Hidemasa
Morita Hidemasa (守田 英正 (Thủ-Điền Anh-Chính) sinh ngày 10 tháng 5 năm 1995) là một cầu thủ bóng đá chuyên nghiệp người Nhật Bản hiện đang thi đấu cho câu lạc bộ Primeira Liga Sporting CP và đội tuyển bóng đá quốc gia Nhật Bản ở vị trí tiền vệ.

## Sự nghiệp
Morita thi đấu cho đội tuyển bóng đá quốc gia Nhật Bản từ năm 2018.

## Thống kê sự nghiệp
| Đội tuyển bóng đá Nhật Bản | Đội tuyển bóng đá Nhật Bản | Đội tuyển bóng đá Nhật Bản |
| Năm                        | Trận                       | Bàn                        |
| -------------------------- | -------------------------- | -------------------------- |
| 2018                       | 1                          | 0                          |
| 2019                       | 2                          | 0                          |
| 2021                       | 10                         | 2                          |
| 2022                       | 8                          | 0                          |
| 2023                       | 8                          | 0                          |
| 2024                       | 4                          | 1                          |
| Tổng cộng                  | 32                         | 3                          |

## Danh hiệu
Kawasaki Frontale
- J1 League: 2018, 2020
- Emperor's Cup: 2020
- J.League Cup: 2019
- Japanese Super Cup: 2019